# Ursula Meier
Ursula Meier (ur. 21 czerwca 1971 w Besançon) – szwajcarska reżyserka i scenarzystka filmowa.
Podczas 62. MFF w Berlinie zdobyła Wyróżnienie Specjalne za film Twoja siostra (2012).

## Życiorys
Jest córką Francuzki i szwajcarskiego robotnika, który wyemigrował do Francji i został tam przedsiębiorcą. Dorastała w pays de Gex koło Genewy.
Jej filmy osadzone są w realiach pogranicza francusko-szwajcarskiego i zawierają szerokie tło społeczne.
Zasiadała w jury konkursu głównego na 69. MFF w Wenecji (2012). Przewodniczyła obradom jury Złotej Kamery na 71. MFF w Cannes (2018).

## Filmografia
Reżyseria
- 2012: Twoja siostra (L'Enfant d'en haut)
- 2008: Dom przy autostradzie (Home)
- 2003: Des épaules solides

krótkometrażowe
- 2001: Tous à table
- 1998: Des heures sans sommeil
- 1994: À corps perdu
- 1994: Le Songe d'Isaac

Scenariusz
- 2012: Twoja siostra (L'Enfant d'en haut)
- 2008: Dom przy autostradzie (Home)
- 2003: Des épaules solides
- 2001: Tous à table
- 1994: À corps perdu